# William Frankena

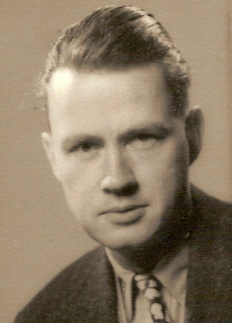
William K Frankena in 1949

William K. Frankena (Manhattan, 21 juni 1908 - Ann Arbor, 22 oktober 1994) was een Amerikaans moraalfilosoof die een reeks toonaangevende artikelen schreef over ethiek. Zijn bekendste werk, Ethics uit 1963, was bijzonder invloedrijk en werd vertaald in acht talen.
Frankena doceerde aan de Universiteit van Michigan in de periode 1937-1978. Daar vormde hij samen met zijn collega's Charles Stevenson, een vooraanstaand non-cognitivist, en Richard Brandt, ethisch naturalist, een van de bekendste faculteiten in moraalfilosofie. 
Frankena's publicaties bestrijken een breed gebied binnen de ethiek en handelen onder meer over ethische theorie, de ethiek van de deugd, morele psychologie, religieuze ethiek, morele opvoeding en de filosofie van de opvoeding. Daarnaast was hij in zijn tijd een van de bekendste schrijvers over de geschiedenis van de ethiek. Hij wordt nu echter vooral herinnerd vanwege zijn publicatie Ethics uit 1963 die een van de meest geciteerde en gebruikte leerboeken van de 20e eeuw over ethiek werd. Toen in de zeventiger jaren filosofen systematisch normatieve ethische theorieën in kaart begonnen te brengen, verwezen ze daarbij naar Frankena's verdeling in deontologische en teleologische theorieën. 

## Werk
- Ethics, 1963, tweede editie in 1973
- Philosophy of Education, 1965
- Three Historical Philosophies of Education: Aristotle, Kant, Dewey, 1965
- Introductory Readings in Ethics, onder redactie van W.K. Frankena, 1974
- Perspectives on Morality: Essays by William K. Frankena, K.E. Goodpaster, ed., 1976. Hoofdstuk 17 werd geschreven door Frankena
- Three Questions about Morality, 1974 Carus Lectures, 1980.
- Thinking about Morality, een verdere bewerking van een reeks lezingen die Frankena had gegeven aan de Universiteit van Michigan, 1980

- Bibsys: 90208475
- CiNii: DA00408204
- Gemeinsame Normdatei: 119289318
- International Standard Name Identifier: 0000 0000 8099 9889
- Library of Congress Control Number: n79144658
- Nationale Bibliotheek van Letland: 000080400
- Bibliotheek van het Japanse parlement: 00440028
- Nationale Bibliotheek van Tsjechië: mub2014838086
- Nationale Bibliotheek van Israël: 987007597476205171
- Nederlandse Thesaurus van Auteursnamen: 068741960
- SNAC: w6jz26mr
- Système universitaire de documentation: 058606394
- Virtual International Authority File: 20487539
- WorldCat: E39PBJmXPkxpJGjJMmcfb4QrMP